# برنامه عمران ملل متحد
برنامه پیشرفت و توسعه ملل متحد یا برنامه عمران ملل متحد (UNDP)، یا به عبارت دیگر، شبکه‌های جهانی توسعهٔ ملل متحد، بزرگترین مرجع کمک‌کننده برای توسعهٔ این کشورها در سطح جهان است. UNDP، هیئت اجرایی در داخل انجمن‌های اقتصادی و اجتماعی این ملل است. مدیر اجرایی برنامه این سازمان UNDP سومین عضو ارشد سازمان ملل متحد پس از معاون سازمان ملل متحد و جانشین وی است.
اداره مرکزی UNDP در شهر نیویورک، به‌طور کامل با مشارکت اختیاری کشورهای عضو این سازمان، بنیان نهاده شد. این سازمان در ۱۶۶ کشور، دفتر دارد که با دولتهای محلی همکاری دارند تا چالش‌های مربوط به توسعه کشور، ظرفیت ساخت و ساز و ظرفیت توسعهٔ محلی را حل کنند. علاوه بر این، UNDP به صورت بین‌المللی با دیگر کشورها نیز ارتباط دارد تا به آن‌ها کمک کند تا به (MDGS)، برنامهٔ اهداف توسعهٔ هزاره، دسترسی پیدا کند.
UNDP، در این میان، مشاوره‌های کارشناسی، آموزشی و کمک‌هایی را برای پیشرفت و توسعه کشورها به ویژه کشورهای کمتر توسعه یافته ارائه می‌دهد. برای انجام برنامهٔ MPGS، تشویق این کشورها برای توسعهٔ جهانی، UNDP بیشتر روی کاهش فقر، ایجاد دولتهای دموکراتیک، آموزش راه‌های پیشگیری از بیماری‌هایی نظیر ایدز، حفظ محیط زیست و انرژی و مقابله با بحران‌ها و بازسازی و اصلاح، تمرکز دارد. UNDP، همچنین کشورها را در مورد حمایت از حقوق بشر و پررنگ‌تر شدن حضور زنان در تمامی برنامه‌ها تشویق می‌کند.
به علاوه، UNDP همه ساله گزارش‌هایی در مورد توسعه انسانی منتشر می‌سازد تا برنامه‌های مربوط به پیشرفت و توسعهٔ کشور را مورد ارزیابی و بررسی قرار دهد. علاوه بر اینها، گزارش‌هایی نیز در سطح محلی، منطقه‌ای و ملی در این راستا به چاپ می‌رسد.

## تاریخچه
UNDP در سال ۱۹۶۵ به وجود آمد تا برنامه‌های گستردهٔ مربوطه به کمک‌های تکنیکی و کمک‌های مالی (صندوق) مخصوص ملل متحد را با هم تلفیق کند. در سال ۱۹۷۱، این دو سازمان به‌طور کامل با هم تلفیق شدند و UNDP را شکل دادند.
برنامه‌های وابسته: برنامه‌های وابسته این سازمان که عموماً تحت عنوان صندوق‌های ویژه فعالیت می‌کنند عبارتند از:
- صندوق توسعه ملل متحد؛ صندوق ویژه ملل متحد برای کشورهای در حال توسعه فاقد ساحل؛ صندوق جمعیت ملل متحد؛ صندوق توسعه ملل متحد برای زنان؛ صندوق امانی برای کشورهای مستعمره و مردم مستعمرات؛ صندوق ملل متحد برای کاوش منابع طبیعی؛ صندوق ملل متحد برای کمک به جبهه آزادی‌بخش؛ گروه کاری بین الدولی ویژه برای همکاری‌های فنی میان کشورهای در حال توسعه؛ واحد داوطلبانه ملل متحد.

## بودجه
در سال ۲۰۰۵، بودجه UNDP به‌طور تقریبی بالغ بر ۴۴٫۴ میلیارد دلار شد که از کل این میزان، ارزش مالی غیرانحصاری متمرکز آن به‌طور تقریبی به ۹۲۱ میلیون دلار رسید. مشارکتهای اختصاصی و غیر متمرکز به بیش از ۵٫۲ میلیارد دلار رسید و دیگر منابعی که به این برنامه‌ها به‌طور اختصاصی کمک می‌کردند به چیزی بالغ بر ۱٫۰۲ میلیارد دلار رسید.

## کشورهای اهداکننده
بزرگترین و تنها کشور اهداکننده، بریتانیا بود که ۲۴۵ میلیون دلار به‌طور منظم کمک کرد و کشور دیگر، ایالات متحده بود که ۲۴۵ میلیون دلار به این سازمان کمک کرد. کشورهای دیگر، ژاپن، هلند، نروژ، سوئد، کانادا و آلمان بودند که هر کدام بیش از ۱۰۰ میلیون دلار کمک کردند.

## عملکرد
اکنون دفاتر UNDP در ۱۶۶ کشور فعال هستند که با دولت و انجمن‌های محلی برای حل چالش‌های مربوط به توسعه جهانی و توسعه کشور، همکاری می‌کنند.
UNDP، اکنون از تمامی کمک‌ها در سطح جهانی و ملی بهره می‌جوید تا به اولویتها و اهداف خود در زمینه توسعهٔ کشورها، دست یابد و بیشتر با این ۵ چالش در این ارتباط روبروست:
ایجاد دولت دموکراتیک
این سازمان با تهیه و ارائهٔ مشاوره و توصیه‌های سیاسی و پشتیبانی تکنیکی و آموزش افراد در این ارتباط طرفداری خود را برای اصلاحات دموکراتیک و انجام مذاکرات و بحث‌های پیش رونده و استفاده از تجارت موفق دیگر کشورها و بهبود و افزایش ظرفیت‌پذیری نهادها و افراد اعلام کرده و کشورها را برای ایجاد چنین دولتی کمک می‌کند. این سازمان همچنین با تشویق این کشورها برای افزایش مناظرات و مذاکرات در سطح ملی و کمک به احزاب برای رسیدن به توافق بر سر برنامه‌های دولتی ملی در کشورهایی با دولت دموکرات، به آن‌ها نیز کمک می‌کند.
کاهش فقر
UNDP، به این کشورها کمک می‌کند تا استراتژیهایی را برای مقابله با فقر، انجام دهند و این کار را با دسترسی به فرصت‌های اقتصادی و منابع و متصل شدن به خط مش و اهداف کشورهای پیشرفته در مورد برنامه‌های مبارزه با فقر، انجام می‌دهد. این سازمان همچنین فعالیت‌هایی را در سطح کلان در مورد اصلاحات تجاری، تشویق به سرمایه‌گذاری خارجی و معاف از مالیات با این هدف که افراد فقیر از برنامه‌های جهانی شدن نفع ببرند، آنجا م می‌دهد.
در سطح جهانی، UNDP از پروژه‌های مربوط به توسعه، ارتقای نقش زنان در پیشرفت و آبادانی کشور، ایجاد سازمانهای مردم‌نهاد، همکاری بین دولت‌ها و وام‌های خارجی، حمایت می‌کند. در این راستا، با رهبران و دولتهای محلی، همکاری می‌کند تا فرصتهایی را برای توانمند شدن افراد برای ایجاد شغل و بهبود وضعیت اقتصادی، فراهم آورد.
«مقابله با بحران و اصلاح و بازسازی»
این سازمان تلاش‌هایی نیز برای کاهش خطر درگیری‌های مسلحانه یا فجایع و بازسازی شرایط پس از وقوع بحران، انجام می‌دهد. همچنین تلاش‌هایی را برای حمایت از دولتهای محلی برای کمک به برنامه‌ریزی‌ها برای مشارکت، وضع استانداردها و مقررات و سیاست‌ها، توسعه و ارزیابی امور، انجام می‌دهد.
نمونه‌ای از برنامه‌های UNDP، شامل تلاش برای کاهش سلاح‌های کشتارجمعی، استفاده از دیپلماسی و ممانعت از برنامه‌های خشونت‌آمیز و کاهش اثرات بلایای طبیعی است.
اصلاح و بازسازی امور شامل: خلع سلاح افراد مسلح، ایجاد صلح بین گروه‌ها هماهنگ‌سازی مبارزات سیاسی و اجتماعی، تلاش برای اسکان افراد بی‌خانمان، بهبود و اصلاح مراکز خدماتی، اصلاح سیستم‌های قضایی نظام قضایی در گردش برای کشورهایی که پس از جنگ نیاز به بازسازی و اصلاح دارند از دیگر برنامه‌های این سازمان است.
انرژی و محیط زیست
از آنجایی که کشورهای فقیر و توسعه نیافته، تحت تأ ثیر سوء تخریب محیط زیست هستند و کمبود یا عدم دسترسی این کشورها به مراکز و خدمات پاکسازی، این سازمان را بر آن داشت تا به دنبال راهکارهای زیست‌محیطی بگردد تا توانایی این کشورها را برای افزایش و توسعه حفاظت از محیط زیست، افزایش دهد. این سازمان به این کشورها کمک می‌کند تا ظرفیت خود را برای مقابله با این اثرات با بکار بردن روش‌های ابتکاری و دعوت از دیگر احزاب برای پیشبرد پروژه‌های حساس زیست‌محیطی که به افراد فقیر کمک می‌کند تا زندگی و طول عمر خود را بهبود ببخشند بالا ببرد.
استراتژی محیط زیستی این سازمان روی جمع‌آوری و نظارت مؤثر آب، دستیابی به خدمات انرژی پا یدار، مدیریت پا یدار زمین برای مقابله با تخریب زمین و بیابان زایی، حفاظت از گونه‌ها و تنوع زیستی و سیاست‌هایی برای کنترل انتشار آلوده‌کننده‌های مضر و مواد تخریب‌کنندهٔ لایهٔ ازن، تمرکز دارد.

## گزارش توسعهٔ انسانی
از سال ۱۹۹۰، این سازمان همه ساله گزارش توسعهٔ انسانی را بر اساس شاخص‌های توسعه انسانی، منتشر ساخته‌است.

## نقش گروه هماهنگ‌کننده سازمان ملل متحد
UNDP نقش هماهنگی مهمی را برای فعالیت‌های سازمان در زمینهٔ پیشرفت و توسعهٔ کشورها بازی می‌کند و این کار را از طریق نظام هماهنگ‌کننده ساکن و گروه توسعه سازمان ملل انجام می‌دهد.

### خلع سلاح افراد مسلح
در اواسط سال ۲۰۰۶، گزارشی که توسط
Inner City Press
و سپس در The New Vision
منتشر شد، نشان داد که UNDP، برنامه‌های خلع سلاح خود را، در راستای برنامه‌های خلع سلاح اجباری که توسط نیروهای مردمی منطقهٔ کاراموجا واقع در اوگاندا به اجرا درآمد، به خاطر انتقادی که به آن از نظر سوء استفاده از حقوق بشر شده بود، متوقف کرده‌است.

### گروه توسعهٔ ملل متحد
گروه توسعه سازمان ملل (UNDG)، در سال ۱۹۹۷، توسط معاون کل سازمان ملل برای افزایش تأ ثیر کارهای این سازمان در سطح کشوری، به وجود آمد. این گروه دارای مؤسسات اجرایی است که همگی برای پیشرفت و توسعه کار می‌کنند و توسط وزیر ریاست می‌شود؛ و این سازمان دبیرخانه‌ای را برای این گروه تهیه و تدارک دیده‌است.
UNDG، پروسه‌ها و خط مشی‌هایی را ارائه می‌دهد که به اعضای آژانس اجازه می‌دهد تا با یکدیگر همکاری کرده و مسائل مربوط به کشور، استراتژی‌های مربوط به حمایت از طرح‌ها و برنامه‌های پشتیبانی تکمیلی را مورد تجزیه تحلیل قرار دهد، نتایج را نظارت کند و از تغییرات حمایت کند.
این روش‌های ابتکاری تأ ثیر فعالی‌های سازمان ملل را در کمک به دیگر کشورها برای دسترسی به اهداف توسعهٔ هزاره (MDG)، ازجمله برنامه‌های کاهش فقر، افزایش می‌دهد.
بیش از ۲۵ آژانس سازمان عضو UNDG هستند. کمیتهٔ اجرایی شامل ۴ عضو پایه‌گذار است: UNICEF ,UNFPA ,WFP ,UNDP دفتر کمیسیون ارشد حقوق بشر، عضوی رسمی از این کمیته‌است.

### نظام هماهنگ‌کننده مقیم (RC)
نظام هماهنگ‌کننده مقیم تمامی سازمان‌هایی که با فعالیت‌های اجرای توسعه در این زمینه سر و کار دارند را هماهنگ می‌کند. هدف نظام RC، گردهم آوردن آژانس‌های مختلف UN برای بهبود و کارآمدی فعالیت‌های اجرایی سازمان در سطح کشور است. این هماهنگ‌کننده‌ها توسط UNDP، زیر نظر تیم‌های نظارتی کشوری UN در بیش از ۱۳۰ کشور، مدیریت می‌شوند که به عنوان نمایندگان معاون کل سازمان ملل، برای اجرای توسعه، در نظر گرفته شده‌اند. همکاری نزدیک این اعضاء با دولتهای ملی، هماهنگ‌کننده‌های ساکن در شهر و اطلاع‌رسانی در مورد سودمندی قوانین سازمان در پشتیبانی و راهنمایی تمامی کشورهای عضو این سازمان، از جمله کار این اعضاء است. در حال حاضر آقای‌گری لوئیس (Gary Lewis) دارای ملیت بارابادوس عهده‌دار پست نماینده مقیم سازمان ملل در ایران می‌باشند.

## سرپرست
سرپرست UNDP دارای درجه دیپلماتیک و معاون دبیرکل سازمان ملل است. وی اغلب عضو رسمی درجه سوم در سازمان پس از معاون کل و جانشین وی است (این عنوان‌ها هرگز به صورت رسمی رتبه‌بندی نشده‌اند)
علاوه بر این مسئولیت‌ها به عنوان رئیس ارشد سازمان و همچنین رئیس گروه توسعه نیز فعالیت می‌کند.

### سرپرست کنونی سازمان
در ۱۵ آوریل سال ۲۰۰۹ مجمع عمومی ملل متحد تعداد ۱۹۱ کشور را عضو این سازمان اعلام کرد که توسط هلن کلارک، نخست‌وزیر سابق نیوزیلند، مورد تأیید قرار گرفت. وی در ۱۹ اگوست ۲۰۰۹ به مدت چهار سال فعالیت خود را آغاز کرده‌است.

### معاون سرپرست سازمان
این سمت در حال حاضر از آن اد مالکرت هلندی است که در اول مارس ۲۰۰۶ به این سمت منصوب شد. در جلسات گروه توسعه سازمان که توسط سرپرست سازمان اداره می‌شود، فعالیت‌های UNDP توسط معاون سرپرست معرفی می‌شوند و وی نماینده UNDP است.

### سرپرستان قبلی
مارک مالوخ براون سرپرست قبلی UNDP هنگامی که نیمی از مسئولیت خود را سپری کرده بود به عنوان رئیس کارکنان دفتر دبیرکل سازمان ملل معرفی شد. پس از آن وی معاون دبیرکل شد. وی که به MMM معروف است یکی از سرپرستان با نفوذ UNDP بود و هرگاه در برنامهٔ نفت در برابر غذای عنان مشکلی پیش می‌آمد وی در صف مقدم حل مشکل قرار داشت.

### سفیران صلح سازمان ملل
این سازمان همراه با دیگر آژانس‌های UN، فهرست بلند بالایی از سازمان‌های داوطلب و افراد برجسته به عنوان سفرای صلح یا گماشتهٔ جوان برای برجسته کردن سیاست‌های کلیدی و ارتقاء یافته این سازمان، تهیه و ارائه کرده‌است. دلیل این کار آنطور که در وبگاه سازمان آمده، اینچنین است: «شهرت این افراد به انتقال سریع و هر چه بیشتر پیام و اهداف جهانی گروه توسعه انسانی و همکاری بین‌المللی و نیز دستیابی هرچه سریعتر به اهداف توسعه هزاره کمک می‌کند.»

### سفرای صلح جهانی
- نادین گردیمر
- میزاکو کونو
- رونالدو
- زین‌الدین زیدان
- هاکان مگنوس (شاهزاده نروژ)
- کاکا
- آنا شاپارووا

### سفیر صلح منطقه‌ای
- حسین فهمی

### سفیر افتخاری توسعهٔ انسانی
- شاهزاده باسما بنت طلال از اردن

### مشاور افتخاری در مورد توسعه و ورزش
- سیندلی واد

### گماشته‌های جوان
- دیکمب موتومبو
- بابا مال
- ماریا ماتالا